# Ebersbach-Neugersdorf
Ebersbach-Neugersdorf è una città di 11 441 abitanti della Sassonia, in Germania.

## Storia
Fu creata il 1º gennaio 2011 dalla fusione delle città di Ebersbach/Sachsen e Neugersdorf e fa parte del circondario di Görlitz.